# Xã Leroy, Quận Audubon, Iowa
Xã Leroy (tiếng Anh: Leroy Township) là một xã thuộc quận Audubon, tiểu bang Iowa, Hoa Kỳ. Năm 2010, dân số của xã này là 2.496 người.